# Stazione di Narayama
La stazione di Narayama (平城山駅?, Narayama-eki) è una stazione ferroviaria di interscambio situata nella città di Nara, nella prefettura omonima in Giappone. È gestita dalla JR West e serve le linee Katamachi (linea Gakkentoshi), Yamatoji (parte della linea principale Kansai) e Nara.

## Servizi
JR West
■ Linea Nara
■ Linea Yamatoji

## Struttura
La stazione è costituita da due marciapiedi laterali per 2 binari totali in superficie.
| 1 | ■ Linea Yamatoji              | per Kamo, Iga Ueno e Kameyama |
| 1 | ■ Linea Nara                  | per Uji e Kyoto               |
| 2 | ■ Linea Yamatoji ■ Linea Nara | per Nara, Tennōji e Ōsaka     |

## Stazioni adiacenti
| ≪                                          | Servizio                                       | ≫                       |
| Linea Yamatoji (Kansai)                    | Linea Yamatoji (Kansai)                        | Linea Yamatoji (Kansai) |
| Linea Katamachi                            | Linea Katamachi                                | Linea Katamachi         |
| ------------------------------------------ | ---------------------------------------------- | ----------------------- |
| Kizu                                       | Locale Rapido regionale Rapido Rapido Yamatoji | Nara                    |
| Linea Nara                                 |                                                |                         |
| Kizu                                       | Locale Rapido regionale                        | Nara                    |
| Il Rapido e il Rapido Yamatoji non fermano |                                                |                         |